# Ивекович, Чирил Метод
Чирил Метод Ивекович (хорв. Ćiril Metod Iveković; 1 июня 1864, Кланец, Крапинско-Загорская жупания — 16 августа 1933, Загреб, Савская бановина) — хорватский архитектор, реставратор, археолог и университетский преподаватель. Известен созданием множества проектов зданий в неомавританском стиле и стиле историзма на территории Хорватии, Боснии и Герцеговины.

## Биография
Чирил Метод Ивекович родился в июне 1864 года на севере Хорватии. Получив образование в гимназиях Вараждина и Загреба, Ивекович отправился в Вену для учёбы в Высшей школе прикладного искусства, которую он окончил в 1884 году. По окончании обучения он устроился на работу в архитектурное бюро Германа Боле, под руководством которого он занимался восстановлением разрушенного землетрясением Загребского собора и участием в проектировании ряда церквей в Загребе, Ердевике и Равна-Горе. На один 1885/86 учебный год Ивекович в качестве преподавателя присоединился к Загребской ремесленной школе, где среди его прочих учеников были будущие скульпторы Роберт Франгеш-Миханович и Рудольф Валдец. Оставив преподавательский пост, Ивекович поступил в Венскую академию изобразительных искусств, где в 1889 году под руководством Карла фон Хазенауэра окончил обучение по архитектурной специальности. Учёбу в академии Ивекович совмещал с работой в архитектурном бюро «Fellner i Helmer», где под началом Фридриха Омана он создал два своих первых проекта: здание школы в своём родном городе Кланце и входную группу для дворца Враничанов в Орославье.
Получив диплом архитектора, Ивекович присоединился к архитектурному бюро своего научного руководителя Карла фон Хазенауэра, где принял участие в работах по перестройке императорского дворца Хофбург и проектировании здания Венского музея истории искусств. В 1890 году Ивекович покинул Вену и перебрался в Сараево, где следующие шесть лет занимал должности архитектора и строительного консультанта при правительстве города, во время работы на которых он спроектировал для столицы кондоминиума Босния и Герцеговина здания городской ратуши и пенсионного фонда, а также принял участие в реставрации мечети Али-паши XVI века постройки. Со временем навыки Ивековича стали востребованны за пределами Сараево, вследствие чего он стал автором проектов нескольких зданий в неомавританском стиле для других городов Боснии и Герцеговины.
В 1896 году Чирил Ивекович переехал из Сараево в Задар, где вновь занял пост строительного консультанта при правительстве города. За 24 года пребывания на этой должности он стал автором многих архитектурных проектов, среди которых были несколько церквей в неоготическом и неоренессансном стиле и ряд административных зданий для городов Адриатического побережья Далмации. Помимо архитектурной деятельности, Ивековича в этот период времени также интересовала археология, что привело к его членству в Австрийском археологическом институте, написанию им множества статей для научных журналов и участию в раскопках на местах древних римских поселений вроде: Диоклеи, Бурнума и Ассерии. Ещё одной областью, где Ивекович смог себя проявить, стала реставрация хорватских исторических зданий, в первую очередь церквей, так как кроме должности строительного консультанта в Задарской управе, он занимал ещё и пост референта по церковным сооружениям, вследствие чего имя Ивековича прочно связалось с реставрацией таких храмов и зданий как: Церковь Святого Хрисогона в Задаре, баптистерий собора Святой Анастасии и Собор Святого Лаврентия в Трогире.
Уволившись в 1920 году из Задарской управы, Ивекович отправился в Загреб, где пополнил преподавательский штат Высшей технической школы, ставшей для него основным местом работы на последующие 13 лет. Умер Чирил Ивекович в Загребе, в возрасте 68 лет.